# Leo Osaki
Leo Osaki (jap. 大崎玲央 Ōsaki Reo; ur. 7 sierpnia 1991 w Tokio) – japoński piłkarz występujący na pozycji pomocnika.

## Kariera piłkarska
Od 2014 roku występował w Carolina RailHawks, Yokohama FC i Tokushima Vortis.